# Cheumatopsyche chinensis
Cheumatopsyche chinensis är en nattsländeart som först beskrevs av Martynov 1930.  Cheumatopsyche chinensis ingår i släktet Cheumatopsyche och familjen ryssjenattsländor. Utöver nominatformen finns också underarten C. c. maculipennis.